# ダーウィンギツネ
ダーウィンギツネ（学名：Lycalopex fulvipes)とは、イヌ科クルペオギツネ属の一種で絶滅危惧種である。

## 分布
チリのチロエ島、ロス・リオス州バルディビア海岸山脈、ラ・アラウカニア州のナウェルブータ国立公園に棲息している。

## 生態
雑食性で哺乳類、爬虫類、カブトムシなどの無脊椎動物や果物を食べる。時々、鳥類、両生類、腐肉をも食べる。夕暮れ時と日の出前が最も活発的に行動をし、他のクルペオギツネ属とは対照的に開けた土地を好む。

## 保全状況評価
国際自然保護連合（IUCN）のレッドリスト2004年・2008年版では絶滅寸前（CR）の評価とされていたが、2016年版では絶滅危惧（EN）へダウンリストされた。成体の推定個体数は659頭-2,499頭とされている。